# Rosenthal (Film)
Rosenthal ist eine Filmbiografie, die von der Zerrissenheit erzählt, die Hans Rosenthal, beliebter Unterhaltungskünstler und Erfinder der Rateshow Dalli Dalli, empfindet. Er war als Jude in der NS-Zeit verfolgt worden und kann nicht am ersten bundesweiten Gedenktag zu den Novemberpogromen teilnehmen, weil sein Sender darauf besteht, dass er am selben Tag die Spielshow moderieren soll. Der Film wurde am 22. März 2025 in der ZDF-Mediathek veröffentlicht und am 7. April 2025 im ZDF ausgestrahlt.

## Handlung
Im Herbst 1978 soll die 75. Jubiläumssendung von Dalli Dalli ausgestrahlt werden – ausgerechnet am 9. November, dem Tag der ersten offiziellen Gedenkveranstaltung zu den Novemberpogromen 1938. Als jüdischer Holocaust-Überlebender gerät Hans Rosenthal in einen tiefen inneren Konflikt zwischen seiner Rolle als Entertainer und dem schmerzlichen Erbe seiner Vergangenheit. Ebenfalls Gegenstand ist die langjährige Verschlossenheit Rosenthals gegenüber seinen Mitmenschen, was seine jüdische Vergangenheit angeht. Der Auftakt der Livesendung wird mit den Originalbildern gezeigt.
Getragen wird der Film teilweise auch von Rückblenden, die Hans Rosenthal in seiner Jugend zeigen, von einer abgebrochenen Musterung bis zum ersten Versteck bei Ida Jauch.

## Produktion und Veröffentlichung
Der Film wurde in enger Abstimmung mit der Familie Rosenthal, der Historikerin und Autorin von Der Überlebende und der Unterhalter. Hans Rosenthals deutsch-jüdische Geschichte Anne Giebel und dem ZDF-Unternehmensarchivar Veit Scheller entwickelt. Die Dreharbeiten fanden vom 1. August bis 6. September 2024 in Berlin und Umgebung statt, die Studioaufnahmen wurden in München gedreht.
Der Film wurde am 22. März 2025 in der ZDF-Mediathek veröffentlicht und am 7. April 2025 im Abendprogramm des ZDF und ORF 2 ausgestrahlt.

## Kritik
Das Lexikon des Internationalen Films schrieb: „Biografisches Drama mit einer klugen Konzentration auf die Zerrissenheit eines Mannes, für den die Unterhaltungskunst eine Zuflucht darstellt und der seine Popularität genießt, aber an der Ignoranz gegenüber den Nazi-Verbrechen verzweifelt. Der in der Hauptrolle hervorragend gespielte Film bleibt im Aufwand auf üblichem Fernsehstandard, beschwört aber die Zeit-Atmosphäre aus Verdrängung und hinter den Fassaden virulentem Antisemitismus stimmig herauf.“
Christof Bock schrieb in der Jüdischen Allgemeinen: „Das ZDF-Drama »Rosenthal« zeigt beide Seiten dieses bewegten Lebens, zugespitzt auf einen seiner symbolträchtigsten Tage: den 9. November 1978, 40. Jahrestag der antisemitischen Pogromnacht. [...] Wer vor vielen Jahren Rosenthal noch live auf dem Bildschirm erlebt hat, kann nur den Hut ziehen, wie sehr Lukas in der Rolle dieses menschenfreundlichen Perfektionisten aufgeht, das Volumen seiner Stimme einschränkt, die schnelle und leicht gepresste Sprechweise perfekt imitiert.“
Thomas Gehringer wertete für Tittelbach.tv und kam zu dem Urteil: Der Film ist „mehr als ein gefälliges Biopic, mit dem sich das ZDF vorbehaltlos selbst feiert. Im Gegenteil: Wagner spielt den selbstgefälligen Unterhaltungschef Hummel als ziemlich gnadenlose Karikatur eines duckmäuserischen und anbiedernden TV-Managers.“ Das Drehbuch bezeichnete Gehringer als „klug konstruiert“ und lobte den Hauptdarsteller Florian Lukas, der „die vielschichtige Titelrolle, in der er vor allem darin gefordert ist, die unausgesprochenen inneren Kämpfe seiner Figur zum Ausdruck zu bringen“ absolut „souverän“ bewältigte.
Oliver Armknecht urteilte bei film-rezensionen.de: „‚Rosenthal‘ erinnert an den großen Showmaster, der in den 70ern und 80ern Millionen vor die Fernseher lockte, konzentriert sich dabei auf ein gleichermaßen wichtiges wie schmerzhaftes Jubiläum. Das ist spannend und spricht bis heute relevante Themen an, selbst wenn der Protagonist auf diese Weise nur verkürzt dargestellt wird.“